# Náuas Esporte Clube
Maillots
Le Náuas Esporte Clube est un club brésilien de football basé à Cruzeiro do Sul dans l'État de l'Acre. 
En 2008, il se professionnalise et participe pour la première fois au championnat de première division de l'Acre. 
Le Náuas EC est le deuxième plus ancien club de l'Acre, devancé par le Rio Branco Football Club qui fut fondé en 1919.